# Předloktí
Předloktí je část horní končetiny v oblasti mezi loktem a zápěstím. Je složeno ze dvou dlouhých kostí, vřetenní kosti (radius) a loketní kosti (ulna), které spolu vytvářejí dva radioulnární klouby. Na spojení těchto kostí se podílí také předloketní mezikostní membrána (membrana interossea antebrachii).
Svalů předloktí je celkem 19. 

## Kosti
- vřetenní kost
- loketní kost